# Baranyi Miklós
Baranyi Miklós (1969. szeptember 6. –) válogatott labdarúgó, csatár.

## Pályafutása

### Klubcsapatban
A Vasas csapatában mutatkozott az élvonalban 1989. február 25-én a Veszprém ellen, ahol csapata 1–0-ra kikapott. 1991-ig volt az angyalföldi csapat tagja. 1991 és 1994 között a másodosztályú FC Hatvan, Eger SE, majd a Salgótarjáni BTC csapatában játszott. 1995 és 2002 között játszott a Csepel, az Inter Bratislava, Kispest-Honvéd, a Nyíregyháza és a Dunaferr együtteseiben. Legjobb bajnoki eredménye a dunaújvárosi csapattal egy bajnoki negyedik helyezés volt. Utolsó élvonalbeli mérkőzésen az Újpest ellen 2–1-es vereséget szenvedett csapata. Összesen 138 magyar élvonalbeli bajnoki mérkőzésen lépett pályára és 26 gólt szerzett. Pályafutását a Balassagyarmati VSE csapatában fejezte be.

### A válogatottban
1996-ban egy alkalommal szerepelt a válogatottban.

## Sikerei, díjai
- Magyar bajnokság
  - 4.: 2001–02

## Statisztika

### Mérkőzése a válogatottban
| Magyarország | Magyarország      | Magyarország         | Magyarország | Magyarország | Magyarország | Magyarország | Magyarország | Magyarország |
| #            | Dátum             | Helyszín             | Hazai        | Eredmény     | Vendég       | Kiírás       | Gólok        | Esemény      |
| ------------ | ----------------- | -------------------- | ------------ | ------------ | ------------ | ------------ | ------------ | ------------ |
| 1.           | 1996. április 24. | Budapest, Népstadion | Magyarország | 0 – 2        | Ausztria     | barátságos   | -            | 69'          |
|              | Összesen          |                      |              | 1            | mérkőzés     |              | 0            | gól          |